# Anna Schaffelhuber
Anna Katharina Schaffelhuber est une skieuse handisport allemande, née le 26 janvier 1993 à Ratisbonne.

## Palmarès

### Jeux paralympiques
| Épreuve / Édition | Vancouver 2010 | Sotchi 2014 | Pyeongchang 2018 |
| ----------------- | -------------- | ----------- | ---------------- |
| Descente          | -              | Or          | Or               |
| Super-G           | Bronze         | Or          | Or               |
| Slalom géant      | 7e             | Or          | 5e               |
| Slalom            | 4e             | Or          |                  |
| Super combiné     | 4e             | Or          | Argent           |